# Плоткин, Михаил Николаевич
Михаи́л Никола́евич Пло́ткин (Ме́ер Ни́сонович Пло́ткин; 1912—1942) — советский лётчик минно-торпедной авиации ВВС ВМФ, участник советско-финской и Великой Отечественной войн, Герой Советского Союза (13.08.1941). Гвардии майор (23.12.1941).

## Биография
Родился в семье служащего, отец - Плоткин Нисан Лейбович. Еврей. Член ВКП(б) с 1932 года.
Окончил 7 классов школы 2-й ступени в 1928 году, но весь следующий год беспризорничал. В 1929 году был определён на работу, в 1931 году окончил школу ФЗУ при заводе АМО и трудился токарем на этом автозаводе.
В Красной Армии с июля 1931 года. Окончил курсы авиатехников при Военно-воздушной академии им. Жуковского (1931), Военно-теоретическую школу лётчиков в Ленинграде (1932), 14-ю военную школу лётчиков в городе Энгельсе (1933). С января 1934 года служил младшим лётчиком 51-го отдельного авиаотряда при отряде торпедных катеров Морских сил Балтийского моря. С ноября 1934 года служил в 20-й морской дальнеразведывательной эскадрилье на Балтике командиром корабля и командиром звена. При введении персональных воинских званий в РККА ему было присвоено звание младшего лейтенанта в начале 1936 года, но уже в 1937 году он стал лейтенантом, а в 1938 — старшим лейтенантом. С января 1938 года служил помощником командира эскадрильи 1-го минно-торпедного авиационного полка 10-й смешанной авиационной бригады военно-воздушных сил Краснознамённого Балтийского флота.
Участвовал в советско-финской войне 1939—1940 гг., совершив 30 боевых вылетов на бомбардировщике ДБ-3. В качестве ведущего группы выполнял задания по постановке мин в Финском и Ботническом заливах, а также по нанесению бомбовых ударов по финским военно-морским базам.
После окончания боевых действий в мае 1940 года стал командиром эскадрильи того же авиаполка и служил в этой должности до дня своей гибели.
В боях Великой Отечественной войны с июня 1941 года. Участвовал в Прибалтийской стратегической оборонительной операции и в битве за Ленинград.
В ночь на 8 августа 1941 года под руководством командира авиаполка полковника Преображенского Е. Н. командир эскадрильи 1-го минно-торпедного авиационного полка 10-й бомбардировочной авиационной бригады военно-воздушных сил Краснознамённого Балтийского флота капитан Михаил Плоткин участвовал в первом налёте советской авиации на столицу гитлеровской Германии — Берлин, а на следующий день, 9 августа 1941 года вторично бомбил его. А всего летал бомбить Берлин 4 раза.
Указом Президиума Верховного Совета СССР от 13 августа 1941 года «за образцовое выполнение боевых заданий командования на фронте борьбы с германским фашизмом и проявленные при этом отвагу и геройство» капитану Плоткину Михаил Николаевичу присвоено звание Героя Советского Союза с вручением ордена Ленина и медали «Золотая Звезда» (№ 522).
После дерзких налётов на столицу Третьего рейха и тылы врага выполнял задачи по защите с воздуха Ленинграда. Также бомбил Кенигсберг, Мемель, Штеттин, Котку, Нарву, Кингисепп, Псков и другие объекты.
18 января 1942 года приказом Наркома ВМФ СССР № 10 за мужество и героизм, проявленные в боях с врагом 1-му мтап было присвоено почётное звание «Гвардейский» и он был переименован в 1-й гвардейский минно-торпедный авиационный полк ВВС Балтийского флота.
Последний боевой вылет майор М. Н. Плоткин произвел 7 марта 1942 года. Он отправился ночью в составе авиаполка для постановки мин в порту Хельсинки. Видимость была крайне плохой, в воздухе стояла густая дымка, которая сильно затрудняла наблюдение. Экипажи шли на задание с интервалом в десять минут. За Плоткиным летел самолёт капитана Бабушкина, который после постановки мин при возвращении на свой аэродром не выдержал заданный режим полета и при ограниченной видимости врезался в ДБ-3 гвардии майора Плоткина. От удара оба самолёта разрушились в воздухе и упали в районе Сестрорецка. Весь экипаж Плоткина (штурман Григорий Надха и стрелок-радист Михаил Кудряшов) погиб, как и штурман Бабушкина, старший лейтенант Василий Рысенко. Сам Бабушкин успел выброситься с парашютом.
Вместе с членами экипажа — штурманом Г. Г. Надхой и стрелком-радистом М. М. Кудряшовым, был с почестями похоронен на Коммунистической площадке кладбища Свято-Троицкой Александро-Невской Лавры в Ленинграде (ныне — Казачье кладбище).
К моменту гибели на боевом счету М. Н. Плоткина было 69 боевых вылетов и свыше 30 других ответственных полётов.

Могила М. Н. Плоткина на Казачьем кладбище Александро-Невской лавры Санкт-Петербурга.

Был женат, имел дочь.

## Награды
- Герой Советского Союза (13.08.1941)
- Два ордена Ленина (21.04.1940, 13.08.1941)
- Орден Красного Знамени (19.02.1942)

## Память
- В городе Всеволожске Ленинградской области установлена мемориальная доска на доме, где жили балтийские авиаторы в 1941 году (Колтушское шоссе, д. 40).
- Также в Всеволожске именем Героя названа улица[9], на ней установлен мемориальный знак.
- В городе Клинцы Брянской области именем героя названа МБОУ «Ардонская средняя общеобразовательная школа им. М. Н. Плоткина», на здании школы установлена памятная доска.
- Мемориальная доска установлена в городе Клинцы на доме, в котором жил М. Н. Плоткин в юности[10].
- Именем Героя названа улица в городе Клинцы[11].